# Ellsworth (Iowa)
Ellsworth – miasto w Stanach Zjednoczonych, w stanie Iowa, w hrabstwie Hamilton. Zgodnie ze spisem statystycznym z 2000 roku, miasto liczyło 531 mieszkańców.